# Paraje el Zapotal
Paraje el Zapotal är en ort i Mexiko.   Den ligger i kommunen San Lorenzo Cacaotepec och delstaten Oaxaca, i den sydöstra delen av landet, 400 km sydost om huvudstaden Mexico City. Paraje el Zapotal ligger 1 605 meter över havet och antalet invånare är 123.
Terrängen runt Paraje el Zapotal är kuperad åt sydost, men åt nordväst är den platt. Runt Paraje el Zapotal är det mycket tätbefolkat, med 3 494 invånare per kvadratkilometer. Närmaste större samhälle är Oaxaca de Juárez, 12,4 km sydost om Paraje el Zapotal. Trakten runt Paraje el Zapotal består till största delen av jordbruksmark.